# Kohylnyk
Le Kohylnyk (nom ukrainien : Когильник ; en roumain : Cogîlnic ou Cogălnic) est un fleuve de Bessarabie de 243 km de long, dont 125 km en Moldavie et 118 km en Ukraine, qui se jette dans le liman du Conduc (Sasyk). Il prend sa source à 204 m d'altitude, à Bursuc-Ciuciuleni, en Moldavie, dans la région du Codru, parmi les collines du raion de Nisporeni, à l'ouest de Chișinău. De là il coule vers le sud-est en traversant ou bordant les villes de Hîncești, Cimișlia et Basarabeasca. Là il pénètre en Ukraine, dans la région du Boudjak appartenant à l'oblast d'Odessa, où il longe les villes de Taroutyne, Artsyz et Tatarbounary et où il rejoint le liman de Sassyk qui s'ouvre sur la mer Noire. Son bassin s'étend sur 3 910 km2. Compte tenu de l'évaporation estivale et des prélèvements agricoles, il est devenu intermittent dans sa partie aval, en Ukraine.